# Wernau (Neckar)
Wernau (Neckar) – miasto w Niemczech, w kraju związkowym Badenia-Wirtembergia, w rejencji Stuttgart, w regionie Stuttgart, w powiecie Esslingen. Leży nad Neckarem, ok. 10 km na południowy wschód od Esslingen am Neckar, przy drogach krajowych B10 i B313.